# Незванични комитет
Незванични комитет (рус. Негласный комитет, Неофициальный комитет) био је савјетодавни орган императора сверуског на почетку царствовања Александра I Павловича од 1801. до 1803.
У састав Незваничног комитета су улазили најближи сарадници императора: гроф Строганов, кнез Кочубеј, кнез Чарторијски и Новосиљцев. Прва сједница Незваничног комитета одржана је 24. јуна 1801. године у присуству императора Александра I Павловича. Познато је да је одржано 39 сједница током 1801—1803. Записнике са сједница је водио гроф Строганов.
Незванични комитет је дјеловао тајно („незванично”) упоредо са званичним Сталним савјетом. Задатак Незваничног комитета је био да системски ради на најважнијим државним реформама — оснивању министарстава и Комитета министара, оснивању Државног савјета и реформи Правитељствујушчег сената.